# エデン (Aqua Timezの曲)
「エデン」は、Aqua Timezの16枚目のシングル。2013年11月27日にEpic Recordsから発売された。

## 概要
前作「つぼみ」より1年3ヶ月ぶりのシングルで、MBS・TBS系アニメ『マギ The kingdom of magic』エンディングテーマとなっている。 
アニメのタイアップは「MASK」以来となる。Aqua Timezとして初めてオリコンチャート20位以下となった。
キャッチコピーは「この世界にきっと背負うものなどない　抱きしめるものばかりなのだから」。
期間生産限定盤は、ボーナス・トラックに加えてアニメ「マギ The kingdom of magic」絵柄書き下ろしジャケットによるデジパック仕様となっている。
同日にライブDVD&Blu-ray「Aqua Timez “because we are we” tour 2012-2013」が発売された。

## 収録曲
全作詞・作曲：太志
1. エデン [5:26]
編曲 Aqua Timez・末光篤
MBS・TBS系アニメ『マギ The kingdom of magic』エンディングテーマ。
サビは「つぼみ」より前に完成していた。
2. クランベリージャム [5:08]
編曲 Aqua Timez・辻剛
初のサウンドプロデュースを手がけた北乃きい「ラズベリージャム」のアンサーソングとなっている。
3. The FANtastic Journey [3:20]
編曲 Aqua Timez・辻剛
対バンツアー「"two timez one night tour"2013」にて先行披露された。
本曲が出来た当初はAqua Timezの公式ファンクラブから「team AQUA」とつけられていた。
4. エデン(LITTLE PARADE session) [5:25]
編曲 Aqua Timez・TOKIE
伴奏がピアノとベースのみとなっており、それぞれTOKIEと望月泰慎が行っている。
5. エデン(Instrumental) [5:25]
6. エデン(アニメ劇中Version) [2:09]
期間限定盤のみのボーナス・トラック。

## 収録アルバム
エデン
- エルフの涙
- THE BEST OF MAGI